# 一森育郎
一森育郎　Ikuo Ichimoriはジュエリーデザイナー。アクセサリーブランド『IKUO』をヨーロッパ、日本で展開している。日本人唯一のフランス工芸家協会正会員。1968年よりフランス パリに在住し、春夏、秋冬の毎シーズン、アクセサリーコレクションを発表している。アトリエはパリ（Paris France）と、フランス中部のメイエ（Meillers France）。日仏、日欧の文化活動、アーティストの交流にも尽力を注いでいる。

## 来歴
1946年に大阪府堺市に生まれる。関東学院大学経済学部、1年在学。東京日本デザイナー学院、立体彫刻を専攻。
1968年に渡仏し、フランス中部の町・ツールの語学学校に入学。当時のパリは五月革命で、ゼネストへ発展した時期である｡その年の秋、インテリアデザインを学ぶためパリにもどり、スタージュ（無給の研究生）となる。
1970年、ボザール国立芸術大学の教授、ジルベール・パワイラの紹介でマダム･ローラ・プルサックに出会う｡
1970年～1975年、ローラ・プルサック（オートクチュール）のアクセサリーを製作。70年代、ローラ･プルサックはオートクチュール界の大御所であった。パリで一番おしゃれな通りである フォーブル・サントノーレにブティックを持ち、洋服とアクセサリーを扱っていた。ダイナミックで個性の強い大胆なアクセサリーをおいていた。ローラ･プルサックはとてもアヴァンギャルドで、IKUOの作品を一目見て気に入ってくれた。好きなものを自由に、勝手につくってくるようにと、彼女はトルコ石やアメジストなどの石を渡した。パリのどこで銀が買えるのかもわからない手探りの状態で作品を作り、店へ持っていった。なにも言わずに買い上げ、また別の石を受け取るという繰り返しになっていった。プルサックとの仕事は彼女が病気で亡くなったため、突然終わってしまう。
1971年～　毎シーズン、ヨーロッパや日本で個展、グループ展、サロンに出展｡
1977年、フランス工芸家協会の会員となる。「会員として認められた時、自分が職人としてフランスに登録されたことを強く意識した。これは、自分の大きな自信につながっていった」と語る。現在もフランス工芸家協会 （la maison des metiers d’art francais ）の唯一の日本人正会員である。
1977年、パリ、グラン･ゾーギュスタン通りにIKUOギャラリーショップをオープン。ショップのオープンにあたりIKUOは、『根無し草のように自分を感じたことがあって、パリにいてこれをやっているんだと納得できる証がほしかったんです｡フリーでやっているのは不安でした。自分の店を持ちたいという気持ちが強かったんです｡そうすれば、これをやっているという納得が自分にできるわけですから 』と語った。
1978年、インターナショナル･パール･デザイン･コンテストで、ネックレス、リング、2作品受賞。宝飾、アクセサリー部門で最大の国際見本市、ビジョルカに参加｡
1981年、コスチューム･ジュエリー製作開始。年2回のコレクション発表。以降パリにてBijhorca, Salon du Pret a Porter, Premiere Classe,及び、英国、イタリア、ドイツ、デンマーク、アメリカ、日本で展示会出展｡
1982～1989年、数々の有名メゾンのプレタポルテ、オートクチュールなどのコレクション用のアクセサリーを製作。
1988年、権威ある宝飾コンテスト「ワールド･ゴールド･カウンシル･コンテスト」でゴールド･ジュエリー･グランプリ受賞。
1990年、パリの南300Km フランス中部メイエ（Meillers France）にアトリエ設立。パリとメイエでの半々の生活開始。
1991年、マダム・グレとコスチューム･ジュエリーのライセンス契約。
1993年、堺市美術館より作品買い上げ、収蔵品となる。
1996年、堺市美術展、審査員。
1997年、東京・表参道にショップ「IKUO」をオープン。
2000年、オー･ドゥ･パーファンIKUO発売。
2004年、西田圭介の写真による作品集『IKUO Paris』出版。
2008年、東京にてミュージカル“愛の形”作：黒田　玄、アクセサリー製作。
2009年、Galerie Kit Houseとのコラボレーションで風ぐるま公募展主催。
2010年、IKUO Paris店にて、風ぐるま受賞者の作品展示。
2011年、東京にて武田光太郎作、演劇 『首のない王妃マリーアントワネットのその後』 アクセサリー製作。
2012年、クロアチア　Le Petit Festival du Theatre 2012 Croatia meets Japanに出品
2017年秋、フランス、メイエ村のロマネスク形式の残る12世紀に作られた、サン・ジュリアン教会修復チャリティコンサート開催に尽力。
2018年、クロアチア、ドブロブニクでの、日本クロアチア外交関係樹立25周年記念事業 後援 :在クロアチア日本大使館『Le petit Festival du Theatre 2018年　Sun and the Land of the Risinig Sun Magical creations of The land of rising sun』をプロデュース。
2019年、3月 Le Petit Festival Japan 2019『愛に万歳 Vive l'Amour !』を、京都、東京、大阪にて開催。
2019年夏、2017年からのサン・ジュリアン教会修復キャンペーン『メイエで君を待つ』、サブタイトル＜メイエと日本の友情＞を日本人アーティストの参加により、同時にフランス、アリエ県メイエとムーラン市で開催。この模様は、フランスの日刊紙La Montagneや、La Semaine d’Allier、ラジオやフランス国営テレビFrance3、でも紹介された。
アクセサリーデザインは、1981年以降2020年の現在も、年2回のコレクションを発表し続けている。

## 受賞
- 1978年　インターナショナル･パール･デザイン･コンテストで、ネックレス、リング、2作品受賞｡
- 1988年　ワールド･ゴールド･カウンシル･コンテストでゴールド･ジュエリー･グランプリ受賞｡

## 写真集

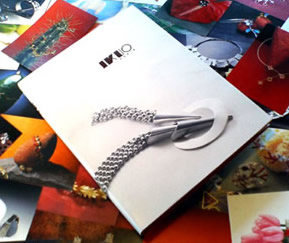
ikuo作品集

- IKUO Paris